# Arrondissement Vallières

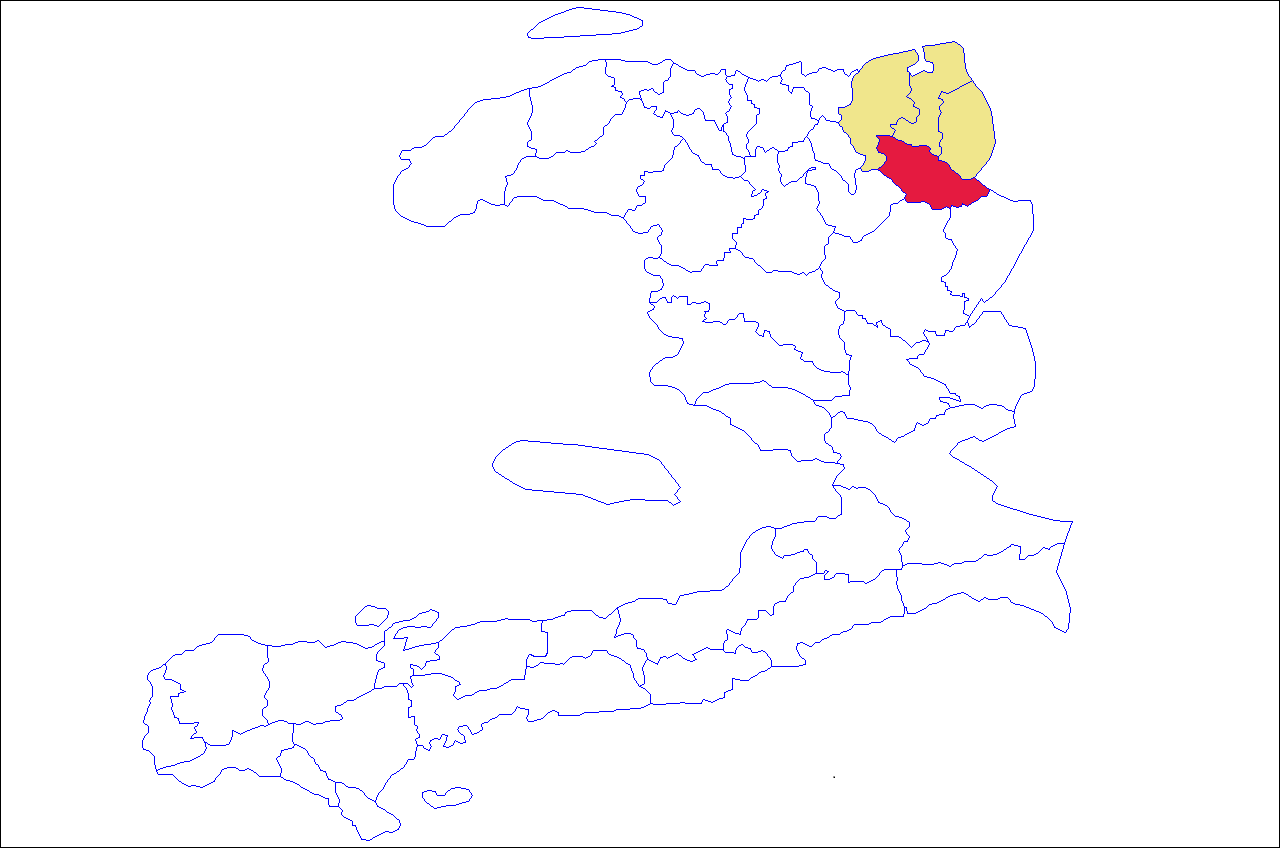
Lage des Arrondissements Vallières in Haiti und im Département Nord-Est

Das Arrondissement Vallières (haitianisch-kreolisch: Valyè) ist eine der vier Verwaltungseinheiten des Départements Nord-Est, Haiti. Hauptort ist die Gemeinde Vallières.

## Lage und Beschreibung
Das Arrondissement liegt im Süden des Départements Nord-Est. Es grenzt im Osten an die Dominikanische Republik. Benachbart ist im Norden das Arrondissement Fort-Liberté, im Nordosten das Arrondissement Ouanaminthe, im Südosten das Arrondissement Cerca-la-Source, im Süden das Arrondissement Hinche, im Westen das Arrondissement Saint-Raphaël und im Nordwesten das Arrondissement Trou-du-Nord.
In dem Arrondissement gibt es drei Gemeinden:
- Vallières (rund 23.000 Einwohner),
- Carice (rund 14.000 Einwohner) und
- Mombin-Crochu (rund 35.000 Einwohner).

Das Arrondissement hat rund 72.000 Einwohner (Stand: 2015).